# Polana Motykowa
Polana Motykowa lub Polana Cerchla – polana w Grupie Lipowskiego Wierchu i Romanki w Beskidzie Żywiecko-Orawskim. Położona jest na południowych, zboczach Bacmańskiej Góry, na wysokości około 820–880 m. W Beskidzie Żywieckim liczne polany nazywane są halami, ta jednak nazywa się polaną, co wskazuje, że dawniej była koszona, halami bowiem w polskich i słowackich Karpatach nazywano polany, które nie były koszone, lecz tylko wypasane. Drugi człon nazwy wskazuje, że powstała w wyniku cerhlenia, otrzymane poprzez cerchlenie polany nazywano bowiem cerchlami lub cerlami.
Polana znajduje się w granicach wsi Złatna w województwie śląskim, w powiecie żywieckim w gminie Ujsoły. Od nazwy tej polany pochodzi nazwa należącego Złatnej osiedla Motykówka, położonego niżej, u podnóży Bacmańskiej Góry. Obok polany prowadzi znakowany szlak turystyczny, ale oddzielony jest od polany wąskim skrawkiem lasu i polana może być przeoczona. Od dawna już nieużytkowana polana zarosła borówczyskami i stopniowo zarasta lasem.

## Szlaki turystyczne
Złatna – Polana Motykowa – hala Rysianka – Romanka

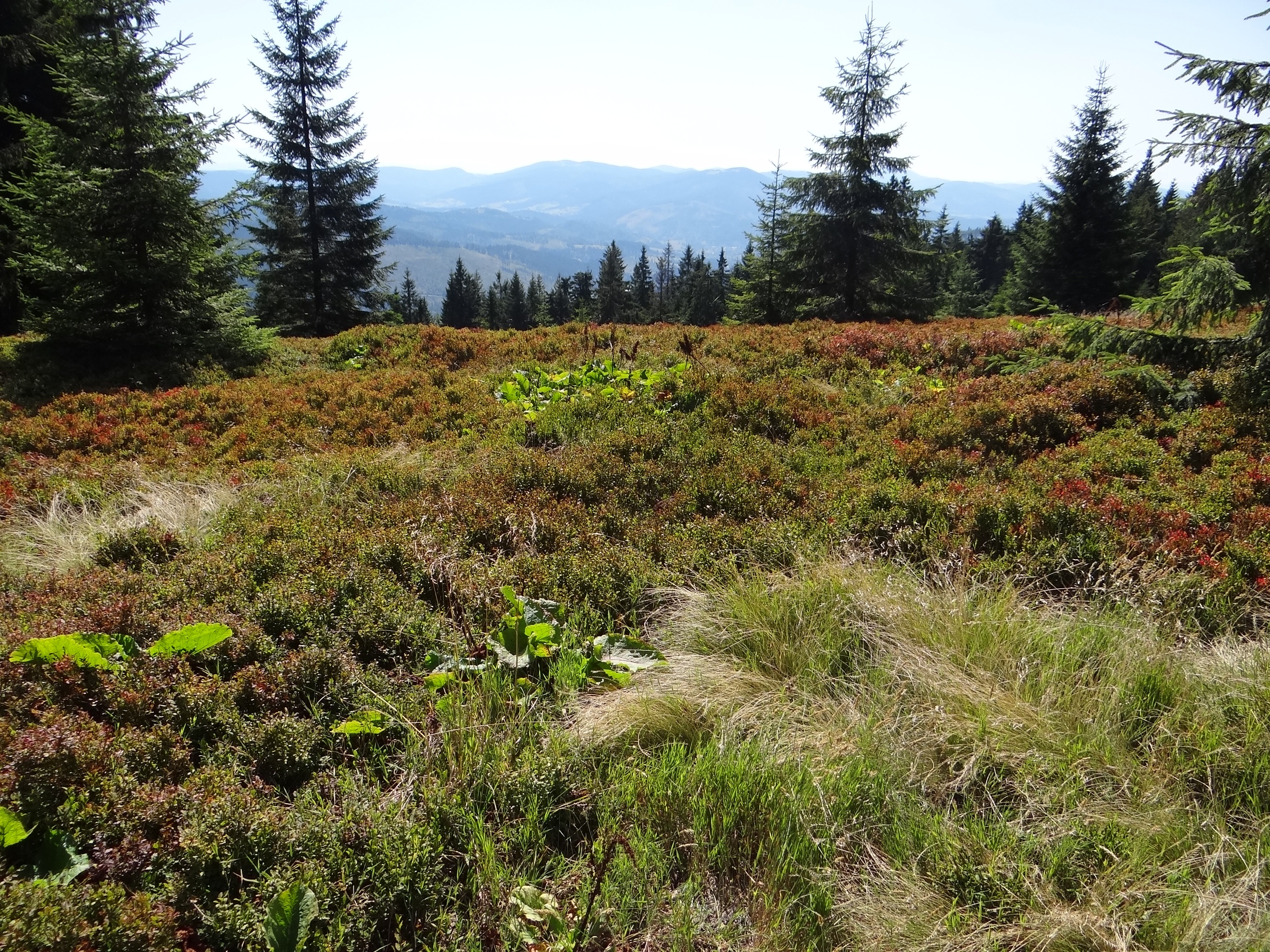
Polana Cerchla